# Beeldenpark Kunstmuseum Den Haag
Het Beeldenpark Kunstmuseum Den Haag is een collectie moderne en hedendaagse beelden in de beeldentuin rond het Kunstmuseum Den Haag aan de Stadhouderslaan in Den Haag. Ook bevindt zich in de tuin een fragmentenmuur met gevelstenen destijds gebouwd voor het Haags Historisch Museum.

## Collectie
1. Kind met eend en vogeldrinkbak (1932) van Fransje Carbasius (geplaatst in 1949)
2. Icarus (1974) van Piet Esser
3. Untitled Object (1983) van Donald Judd
4. Jacob en de Engel (1956/58) van Carel Kneulman
5. Staand en liggend (1972) van Jan Maaskant
6. Large Locking Piece (1965) van Henry Moore
7. Vrouw (1953) van Charlotte van Pallandt
8. Doornuittrekker van een onbekende beeldhouwer
9. Big Fish Day (avant la lettre) (2002) van David Bade
10. Model voor het reliëf met geometrische figuren (1988-1990) (Eerbetoon aan mevrouw Josine de Bruyn Kops) van Sol LeWitt op de buitenmuur van de Schamhartvleugel
11. Buste van Stalin en haring (1986) van Komar en Melamid

Tot de collectie kan worden gerekend een sculptuur in de tuin voor het naastgelegen Museon:
- Zes sculpturen (1985) van Carel Visser

## Fotogalerij

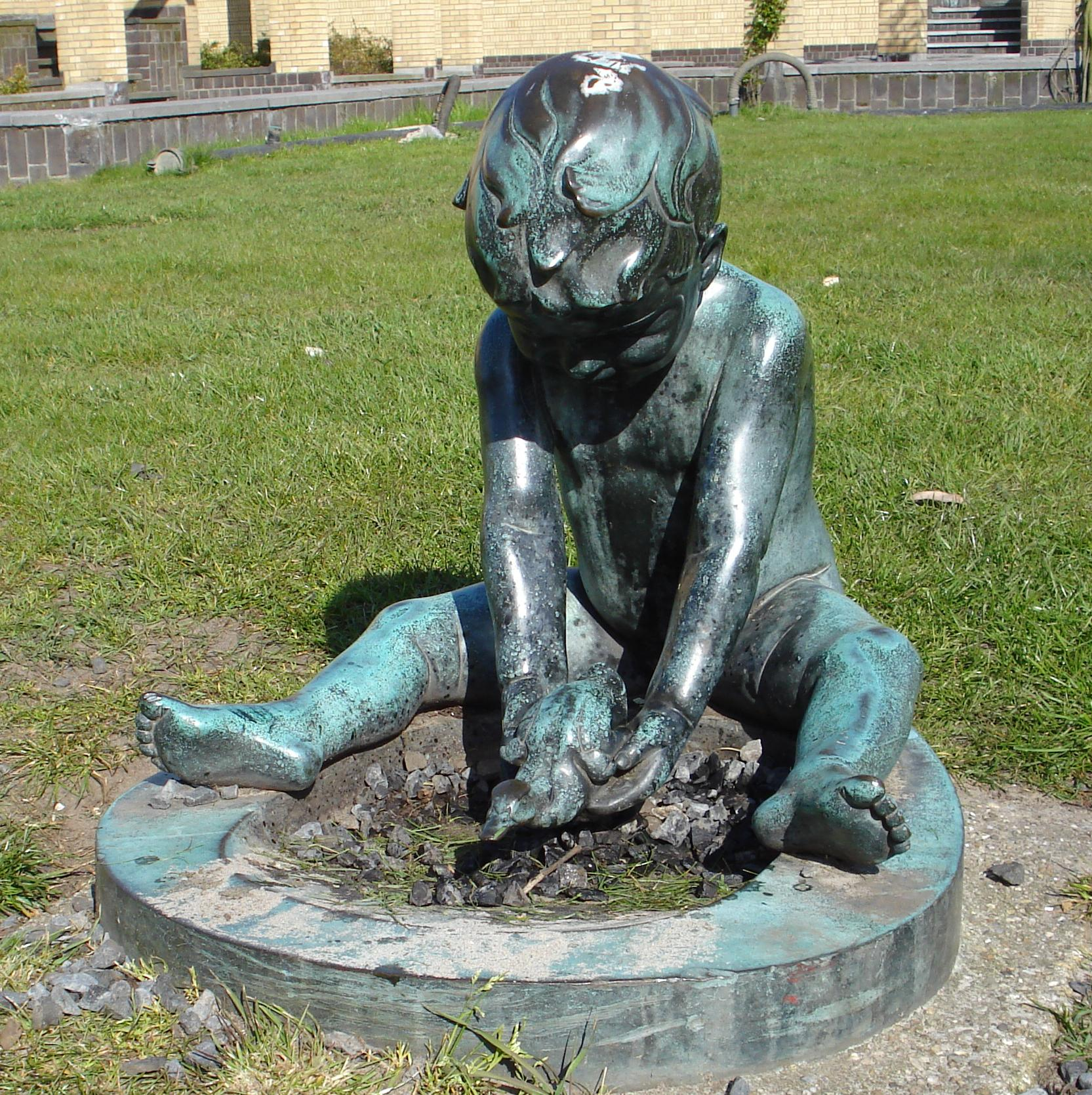
1. Kind met eend en vogeldrinkbak
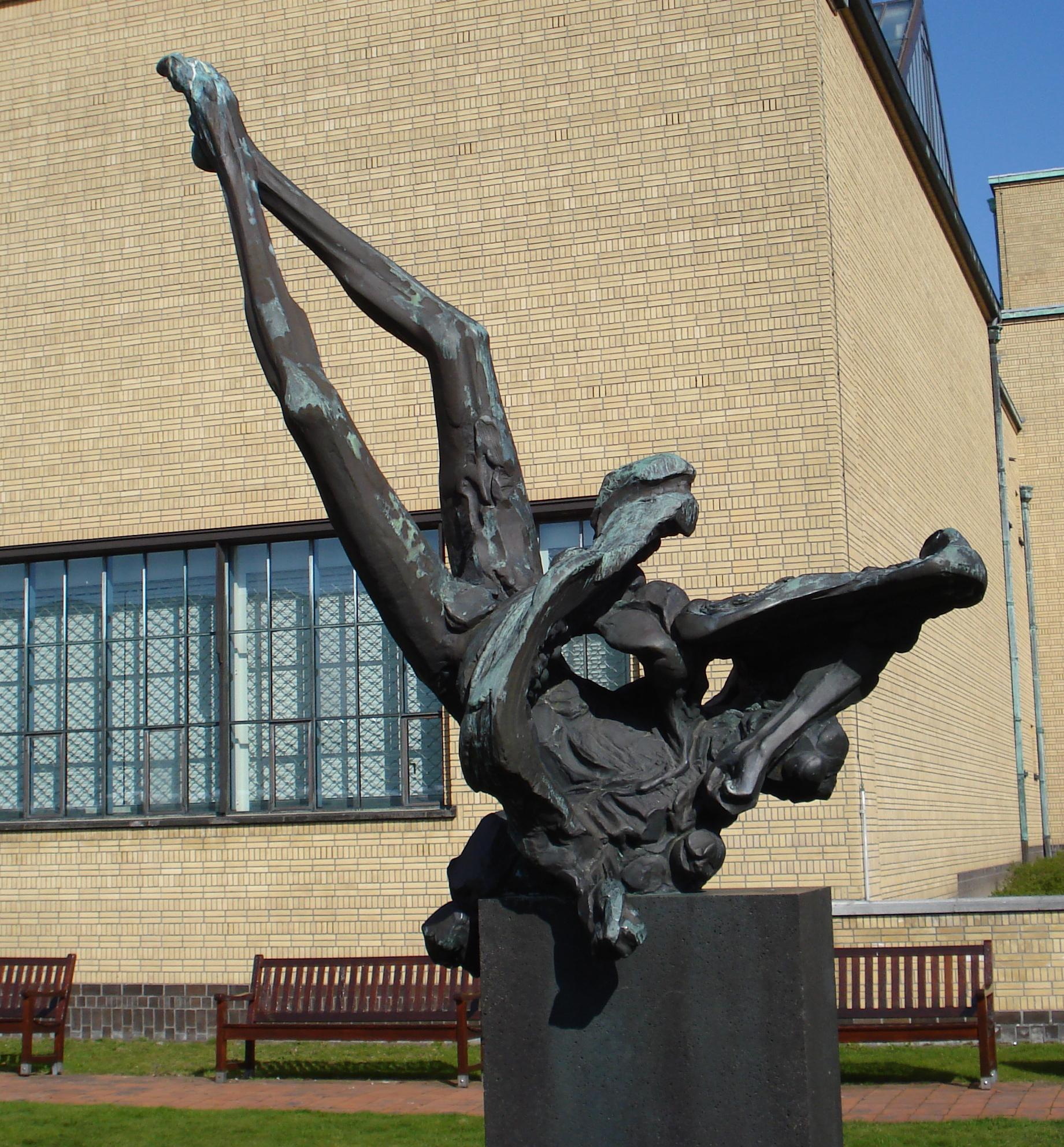
2. Icarus
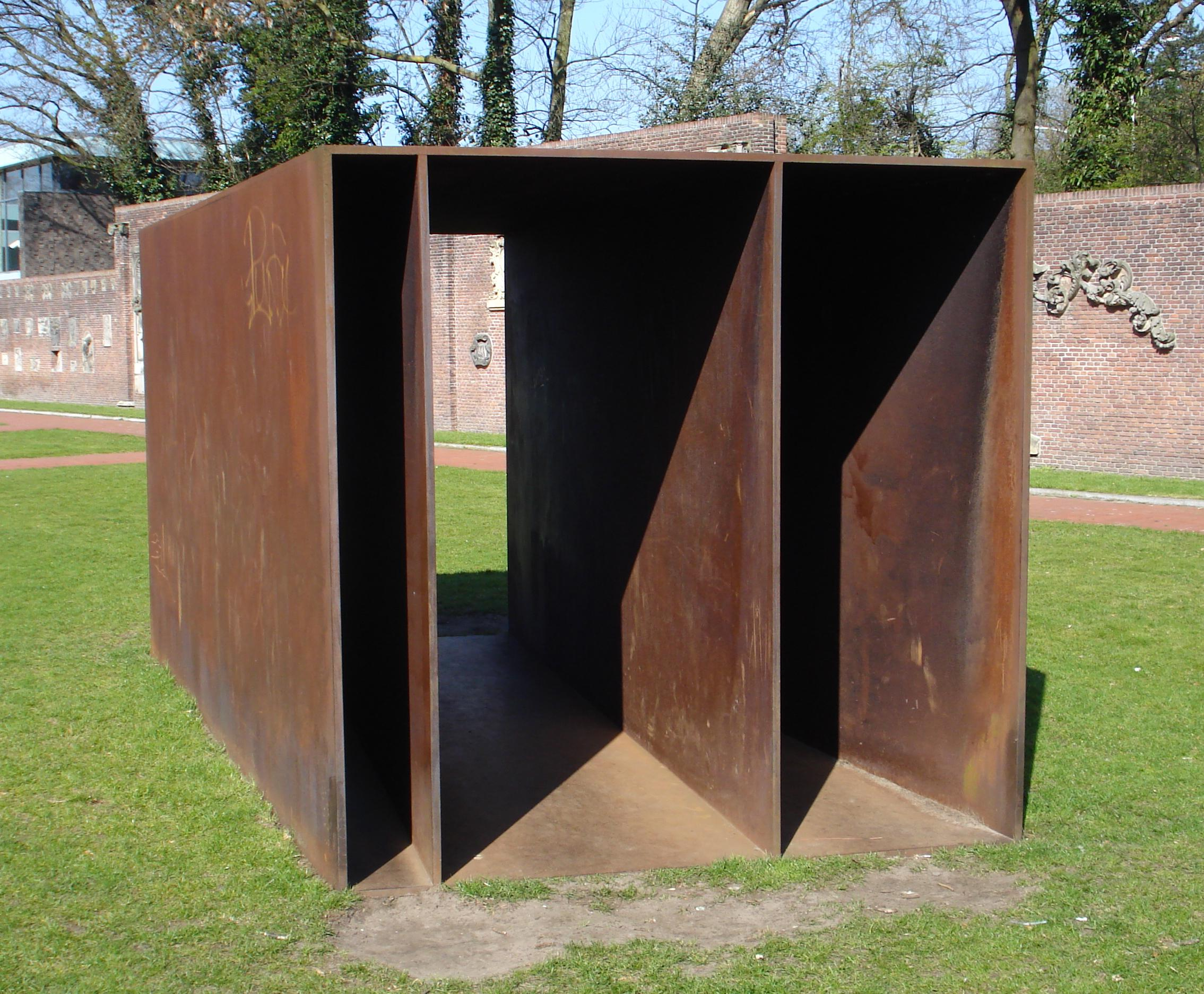
3. Untitled Object
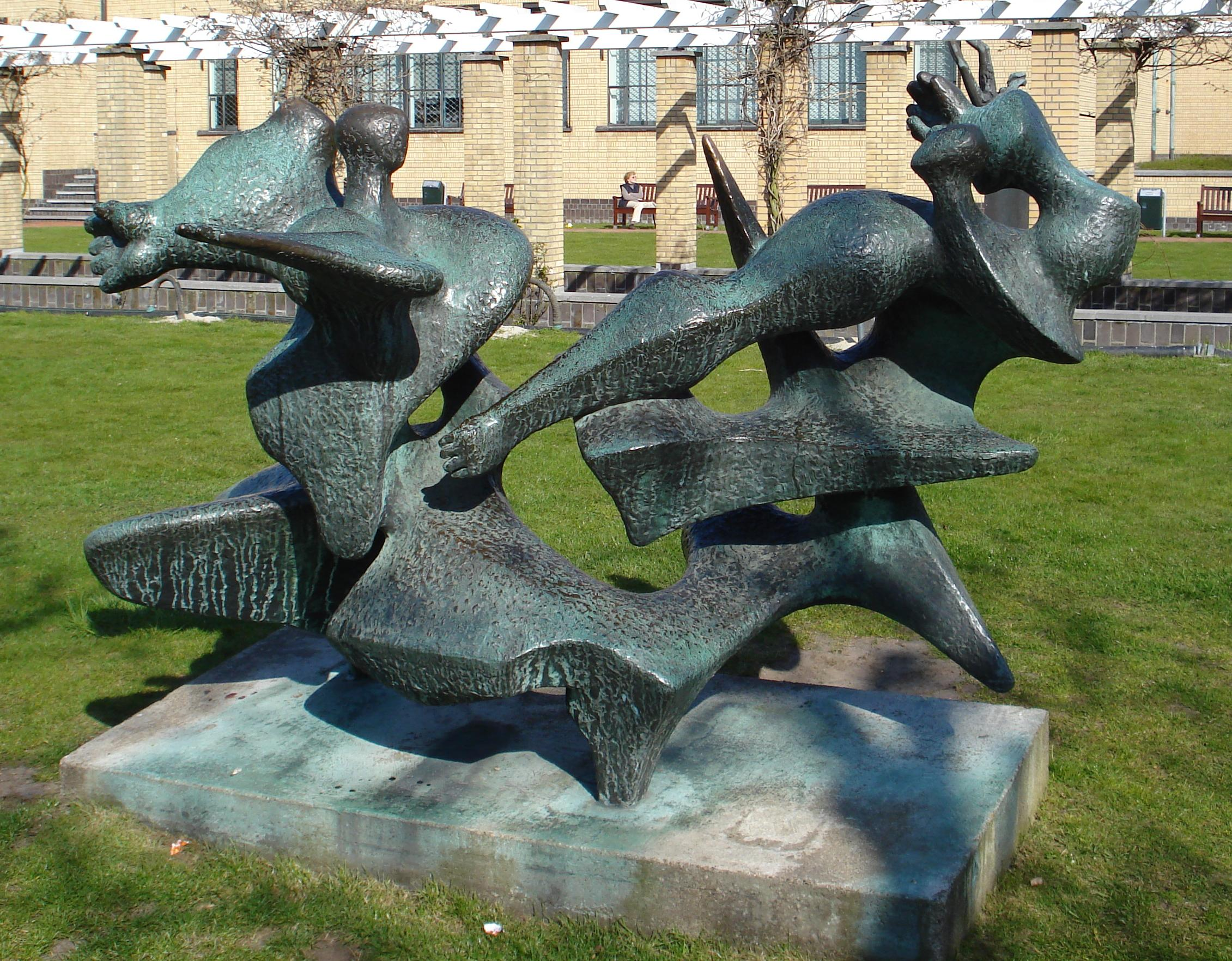
4. Jacob en de Engel
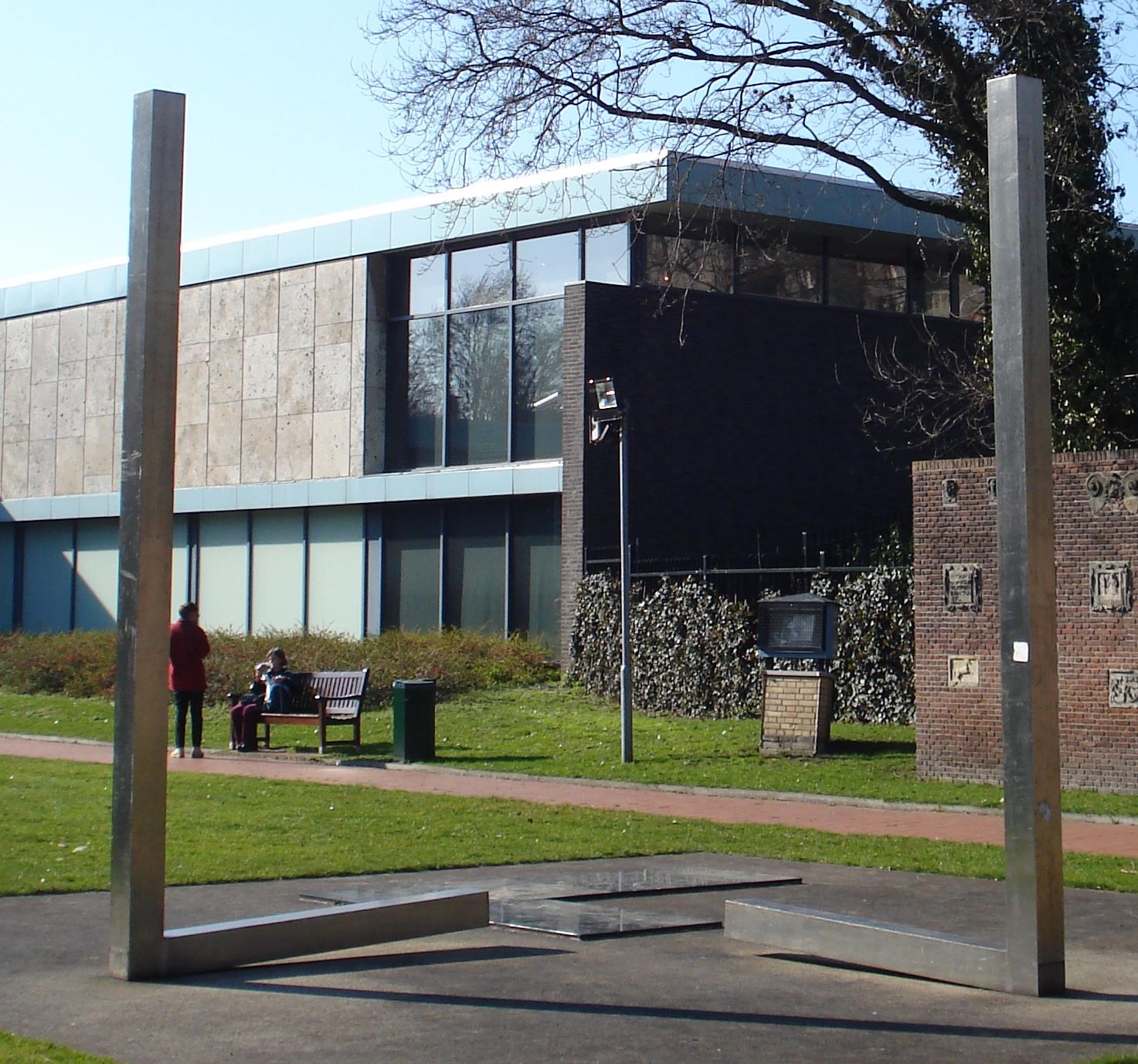
5. Staand en liggend
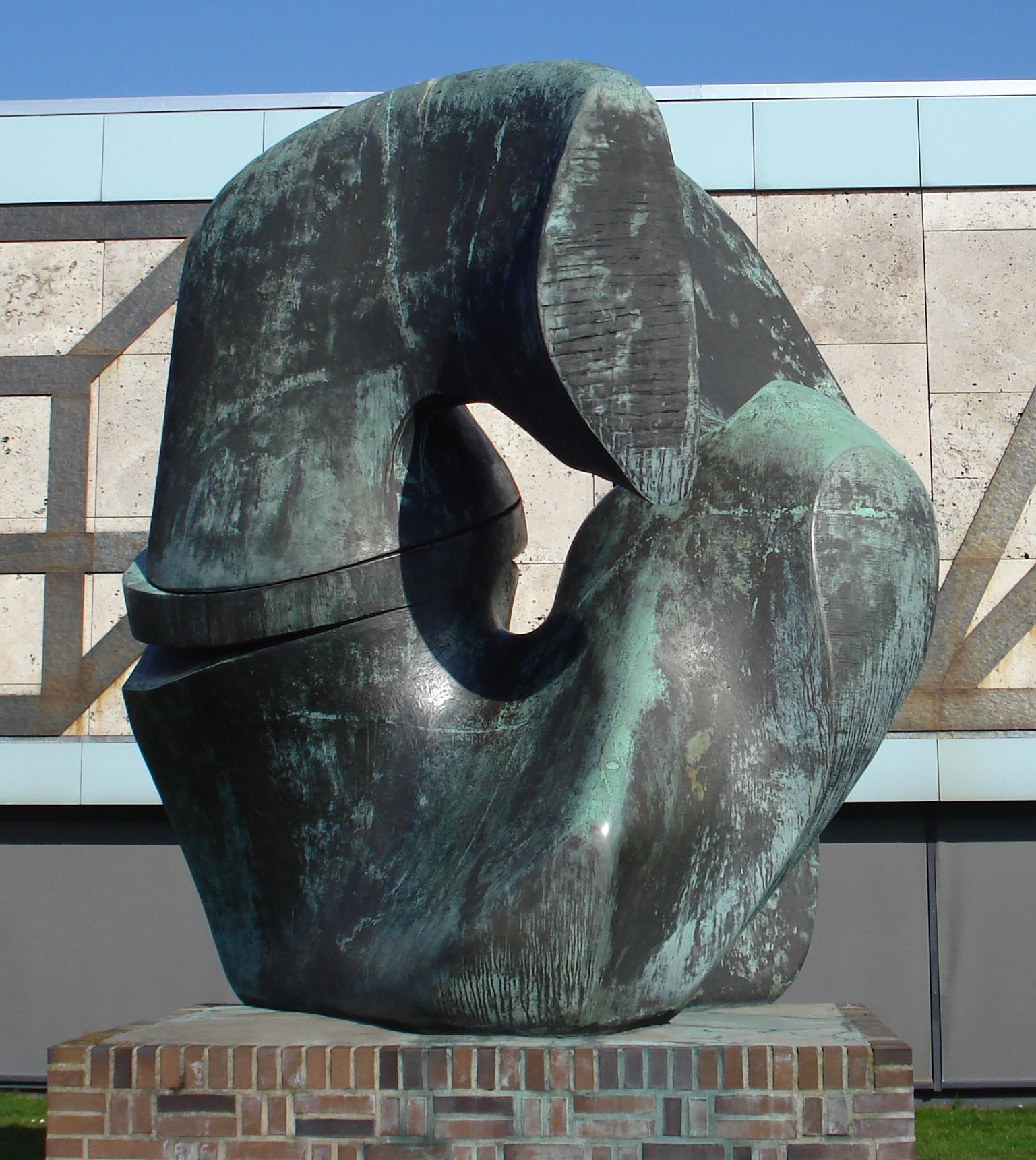
6. Large Locking Piece
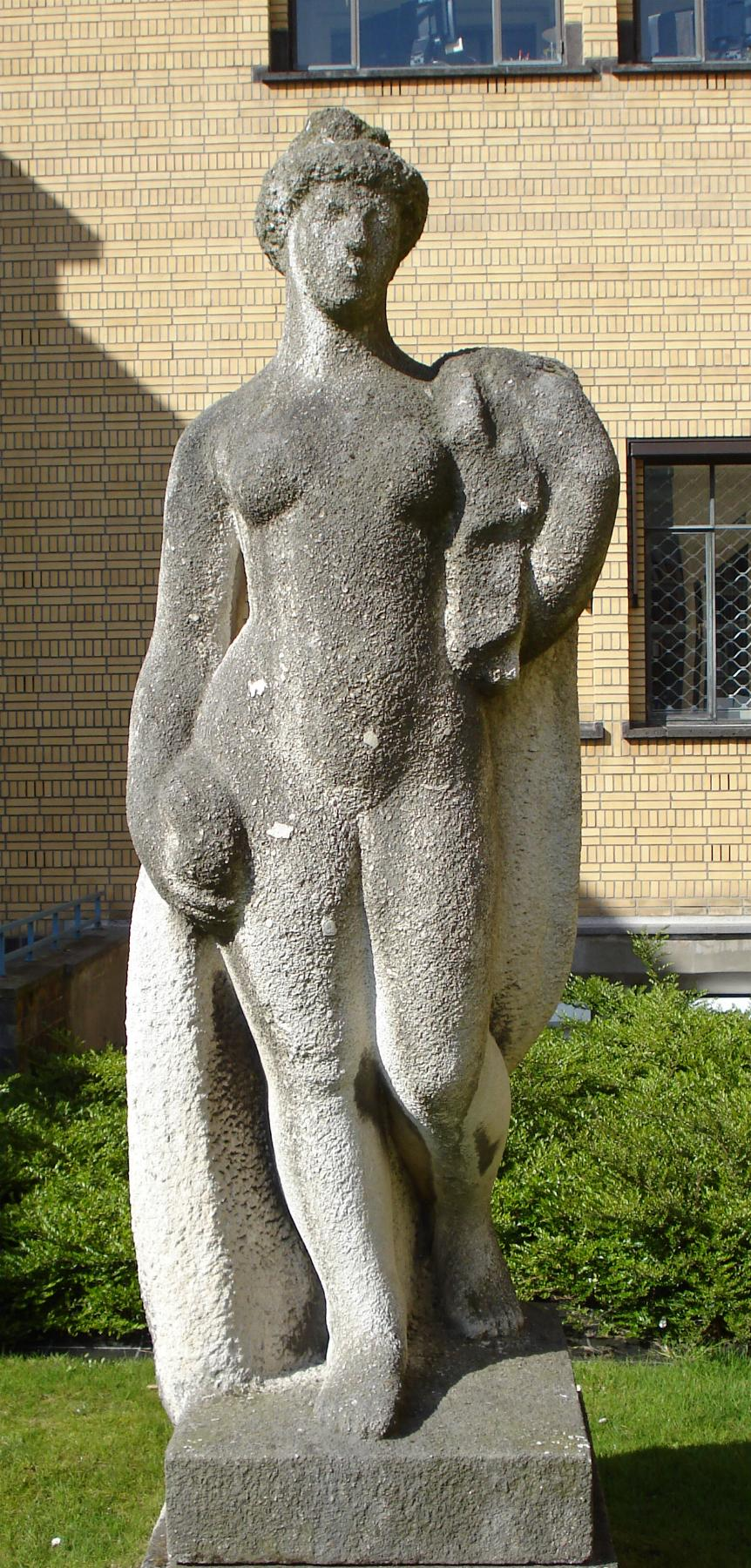
7. Vrouw
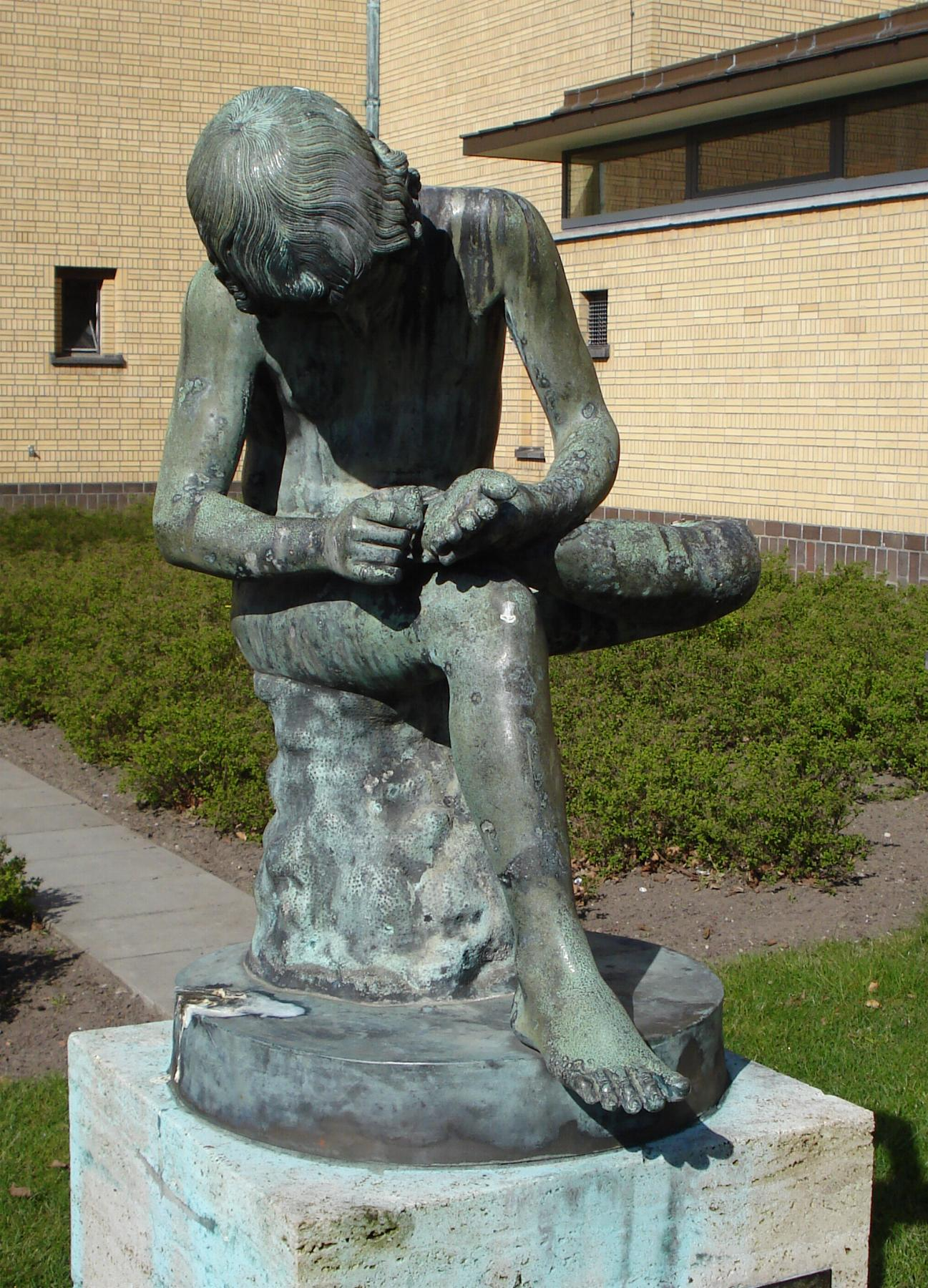
8. Doornuittrekker
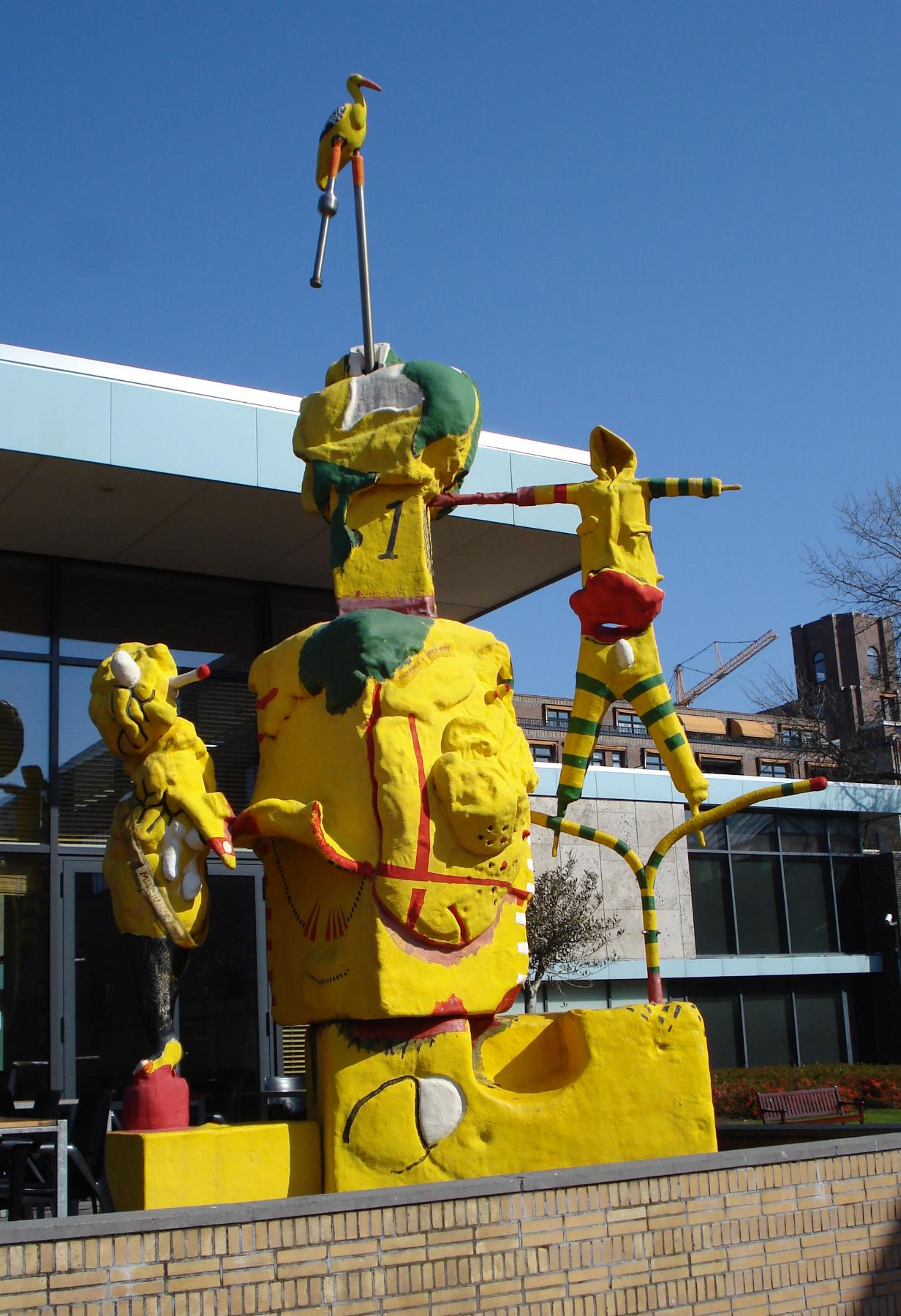
9. Big Fish Day (avant la lettre)
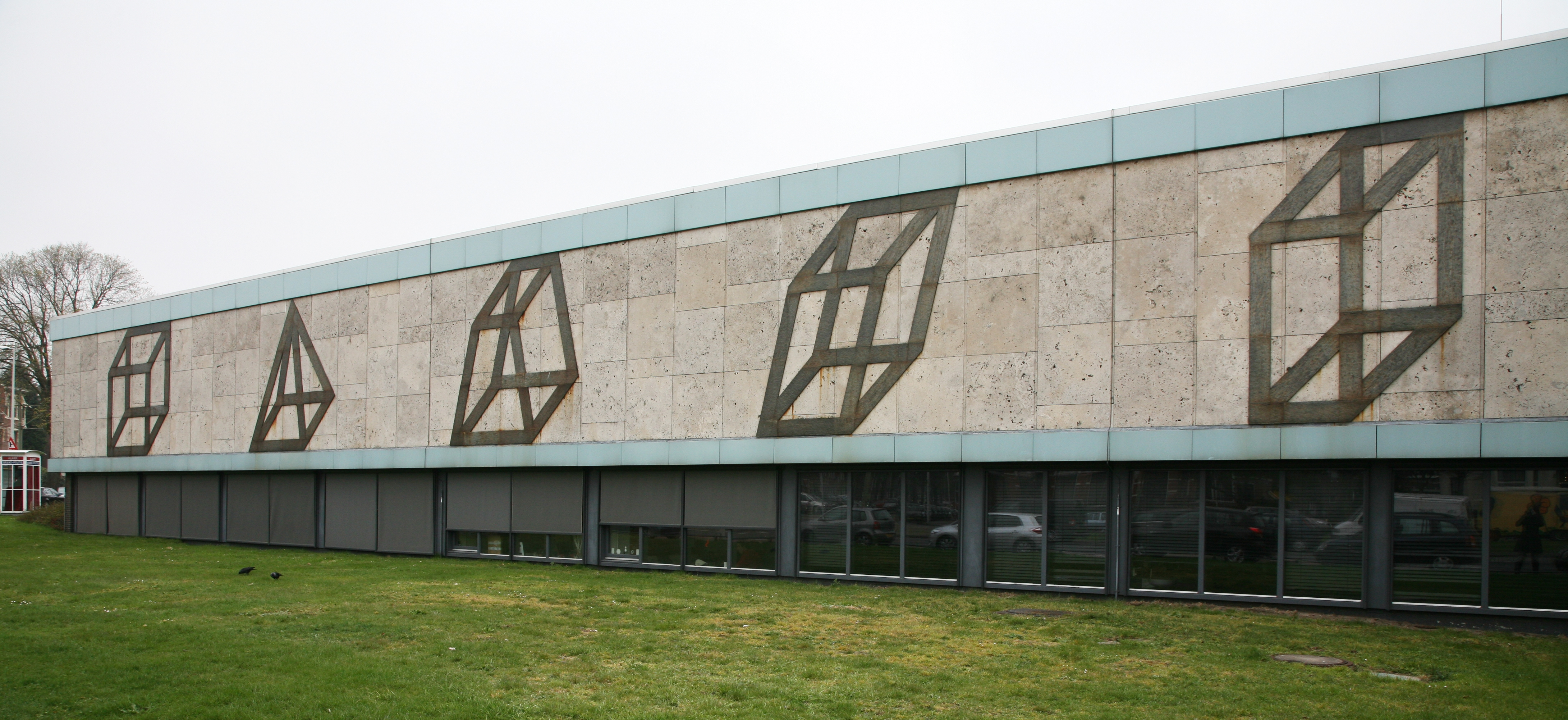
10. Reliëf met geometrische figuren
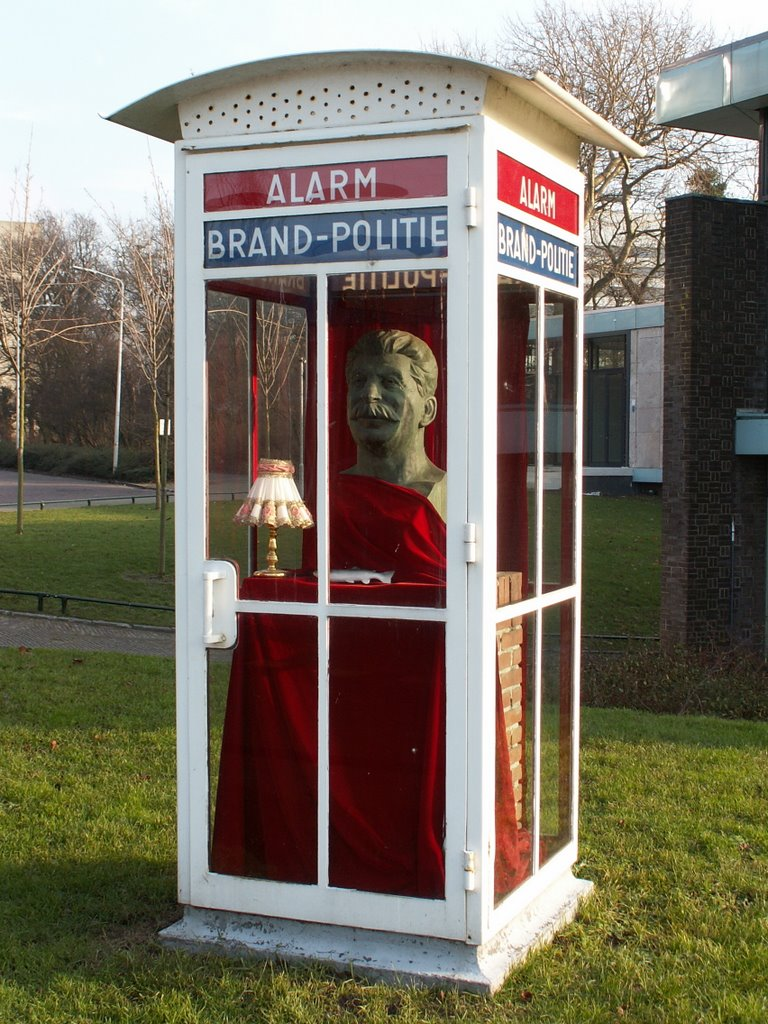
11. Buste van Stalin en haring
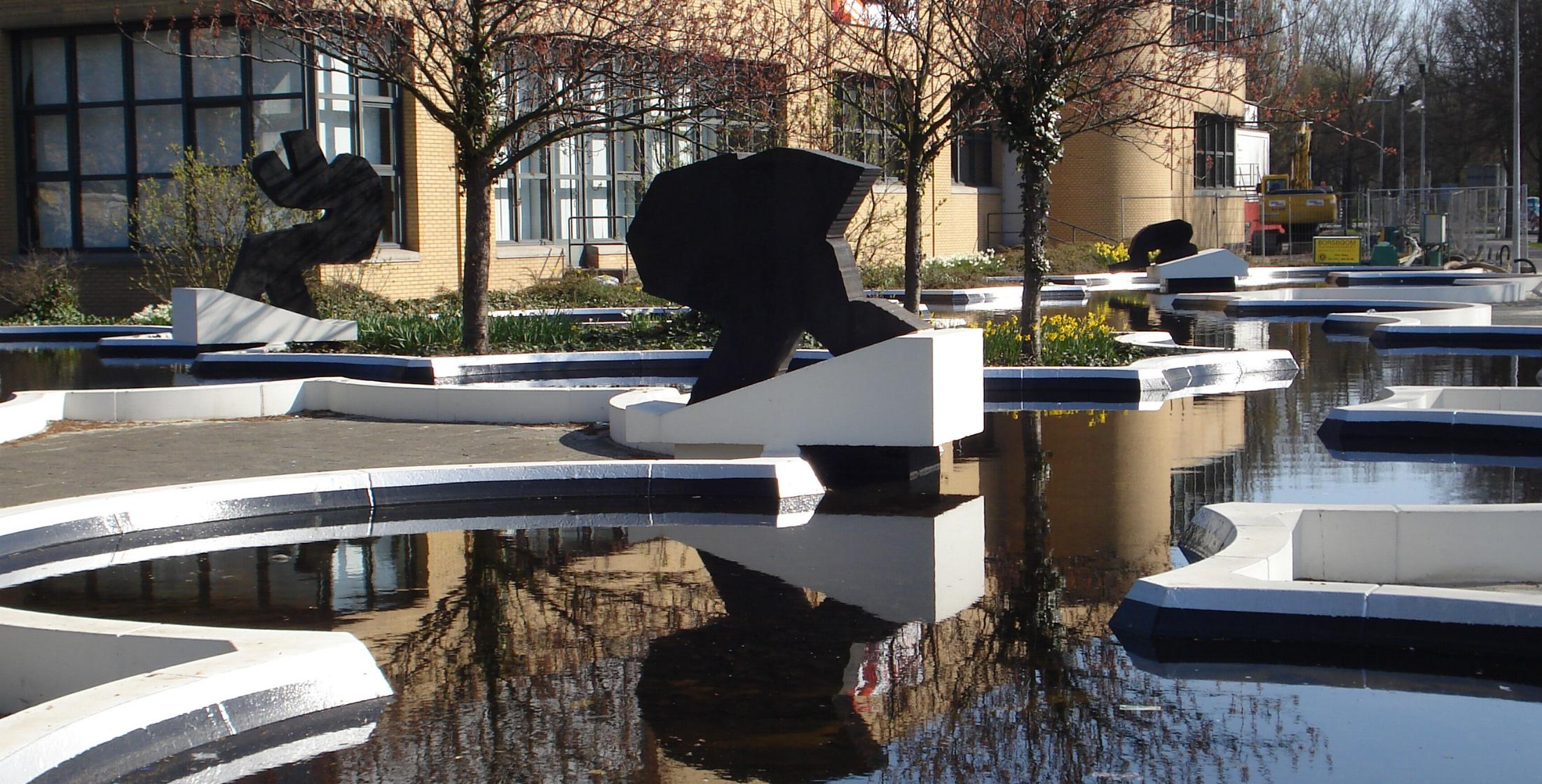
Zes sculpturen van Carel Visser
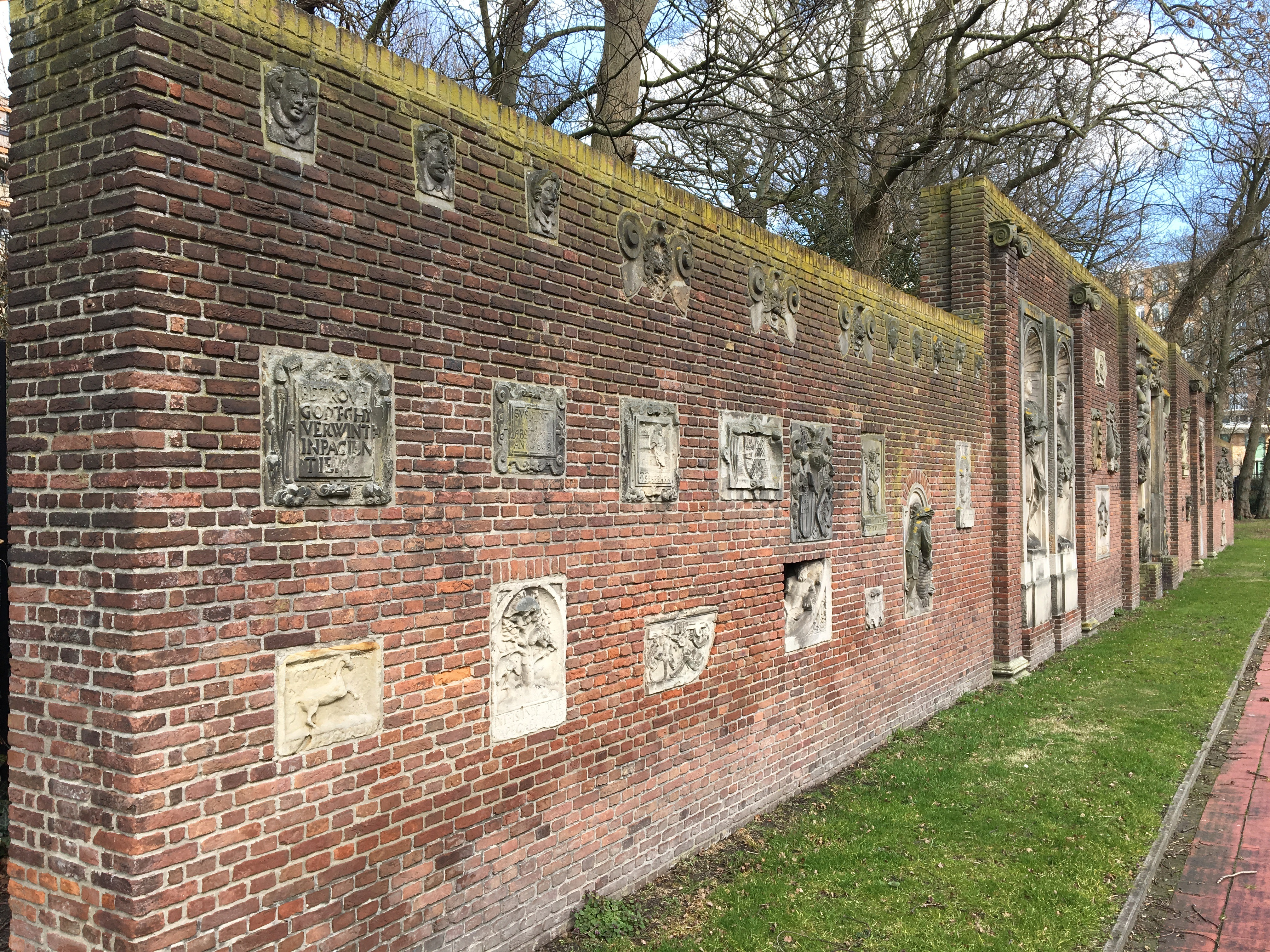
Fragmentenmuur